# Hernán Pacheco
Hernán Pacheco (Santa Marta, Magdalena, Colombia; 14 de abril de 1967) es un exfutbolista y actual entrenador en las disciplinas de fútbol y futsal.
Además de su trayectoria como entrenador, principalmente en la segunda división del fútbol profesional colombiano , es conocido mundialmente por ser el técnico que hizo debutar en el profesionalismo al delantero Radamel Falcao García en el club Lanceros Boyacá cuando tenía 13 años de edad.

## Trayectoria
Deportivamente se crio en el popular barrio de Pescaito, en Santa Marta. Su carrera como futbolista profesional la desarrollo en la posición de defensor central y a nivel profesional jugó muy poco a finales de la década del los años 80 en Unión Magdalena y Millonarios siendo entrenador por Pedro Nel Ospina y Chiqui García respectivamente. A sus 23 años decide no jugar más e ingresa la universidad donde se titula en Educación Física.
Sus primeras etapas dirigiendo se dan en la Escuela de Alejandro Brand y posteriormente en la de Silvano Espíndola (Club Deportivo Fair Play). Posteriormente con la sociedad confirmada entre Fair Play y Lanceros Boyacá dirige por primera vez a nivel profesional en la Categoría Primera B en las temporadas 1999 y 2000. Con el Lanceros Fair Play se convierte en un entrenador reconocido a nivel mundial al poner a debutar a Radamel Falcao García con tan solo 13 años de edad.
Luego tendría dos etapas en el Boyacá Chicó: la primera como entrenador en propiedad en 2002 y luego como asistente técnico entre 2004 y 2006 asistiendo a Eduardo Pimentel, Mario Vanemerack y Alberto Gamero. Para 2007 dirige sin mayor trascendencia al Patriotas Boyacá.
Entre 2008 y 2012 es designado como el coordinador de las Divisiones menores del Bogotá FC. Las últimas dos campañas alternaba dirigiendo al plantel profesional en la Categoría Primera B. Al equipo capitalino lo volvería dirigir en el ascenso en las temporadas 2014 y 2015.
En la temporada 2013 logra ascender a la primera división dirigiendo al Fortaleza CEIF.
Su única experiencia internacional la tuvo dirigiendo en 2017 al Unión Comercio de Perú.
Para 2021, en la segunda fecha del cuadrangular de ascenso Pacheco regresa a dirigir al Bogotá Fútbol Club en reemplazo del entrenador argentino Chapulín Cardetti.

## Clubes Fútbol

### Jugador
| Club            | País     | Año  |
| --------------- | -------- | ---- |
| Unión Magdalena | Colombia | 1988 |
| Millonarios     | Colombia | 1989 |

### Formador
| Club                             | País     | Año         |
| -------------------------------- | -------- | ----------- |
| Academia de Alejandro Brand      | Colombia | 1993        |
| Club Deportivo Fair Play         | Colombia | 1994 - 1998 |
| Divisiones menores del Bogotá FC | Colombia | 2008 - 2012 |

### Asistente técnico
| Club         | País     | Año         | Asistente de:    |
| ------------ | -------- | ----------- | ---------------- |
| Boyacá Chicó | Colombia | 2003 - 2005 | Eduardo Pimentel |
| Boyacá Chicó | Colombia | 2005        | Mario Vanemerack |
| Boyacá Chicó | Colombia | 2006        | Alberto Gamero   |

### Entrenador
| Club               | País     | Año         |
| ------------------ | -------- | ----------- |
| Lanceros Boyacá    | Colombia | 1999 - 2000 |
| Chía Fair Play     | Colombia | 2003        |
| Patriotas Boyacá   | Colombia | 2007        |
| Bogotá Fútbol Club | Colombia | 2011 - 2012 |
| Fortaleza F. C.    | Colombia | 2013 - 2014 |
| Bogotá Fútbol Club | Colombia | 2014 - 2016 |
| Unión Comercio     | Perú     | 2017        |
| Bogotá Fútbol Club | Colombia | 2021        |

## Clubes Futsal

### Entrenador
| Club              | País     | Año  |
| ----------------- | -------- | ---- |
| Alianza Platanera | Colombia | 2018 |

## Palmarés

### Como jugador
| Título    | Club        | País     | Año  |
| --------- | ----------- | -------- | ---- |
| Primera A | Millonarios | Colombia | 1989 |

### Como asistente técnico
| Título    | Club         | País     | Año  |
| --------- | ------------ | -------- | ---- |
| Primera B | Boyacá Chicó | Colombia | 2003 |

### Como entrenador

#### Fortaleza F. C.
- Subcampeón de la Categoría Primera B (2): 2013
- Ganador del Torneo Finalización de la Primera B (1): 2013.
- Ganador de la Serie de Promoción (1): 2013.